# Sowulo (muziekproject)
Sowulo is een Nederlands muziekproject dat Noordse volksmuziek maakt. Het project werd opgericht door multi-instrumentalist en songwriter Faber Horbach in 2012. De muziek wordt gemaakt met zowel moderne muziekinstrumenten als instrumenten uit de (vroege) middeleeuwen. De liedteksten verwijzen veelal naar archetypische en animistische thema's. In het bijzonder gaan de liederen over de cyclische aard van het bestaan. De albums van de band zijn veelal conceptalbums rondom een bepaald aspect van een archetypisch thema.

## Personeel
- Faber Horbach – vocalen, bouzouki, nyckelharpa, hammered dulcimer, lier en keyboards
- Micky Huijsmans – vocalen
- Heleen de Jonge – cello
- Maria Angeles Chaparro Fuentes – altviool
- Rikke Linssen – viool
- Chloe Bakker – harp
- Tim Elfring – percussie
- Roel Steyvers – percussie
- Tessa Katinka van Genderen – carnyx, blaashoorns en vocalen

## Discografie

### Albums
- Alvenrad (2013)
- Sol (2016)
- Grima (2020)
- Mann (2019)
- Wurdiz (2022)

### Singles
- Dageraad (2016)
- Brego In Breoste (2019)

## Naam
Het project is vernoemd naar Sowulo; een rune die de zon symboliseert.